# Campeonato Sudamericano de Baloncesto Femenino Sub-17 de 2022
El Campeonato Sudamericano de baloncesto Femenino Sub-17 de 2022 correspondió a la XXI edición del Campeonato Sudamericano de Baloncesto Femenino Sub-17, que es organizado por FIBA Américas. Se disputó en Buenos Aires, Argentina entre el 3 y el 10 de abril de 2022 y clasificó a 3 equipos al Campeonato FIBA Américas Femenino Sub-18 de 2022. El torneo se lo llevó Brasil que derrotó en la final a Argentina

## Primera fase
Todos los horarios corresponden al huso horario local (UTC-3:00)

### Grupo A
|   | Equipo    | Pts | J | G | P | PF  | PC  | Dif |
| - | --------- | --- | - | - | - | --- | --- | --- |
| 1 | Brasil    | 8   | 4 | 4 | 0 | 274 | 192 | +82 |
| 2 | Argentina | 7   | 4 | 3 | 1 | 243 | 204 | +39 |
| 3 | Ecuador   | 6   | 4 | 2 | 2 | 203 | 225 | -22 |
| 4 | Bolivia   | 5   | 4 | 1 | 3 | 247 | 255 | -8  |
| 3 | Paraguay  | 4   | 4 | 0 | 4 | 201 | 292 | -91 |

| 3 de abril, 16:00 | Bolivia                                                            | 59–78                | Brasil                                                               | Buenos Aires                                                                        |  |
|                   | Parciales: 13–19, 13–24, 20–23, 13–12                              |                      |                                                                      |                                                                                     |  |
|                   | Estadísticas Sarahi Velasco 12 Fernanda Coppe 11 Florencia Araoz 4 | Reporte Pts Reb Asts | Estadísticas 25 Giovanna Rocha 20 Ana Passos 9 Ana Paula de Oliveira | Pabellón: Templo del Rock Árbitros: Alline Garcia Enzo Fernandez Alejandra Guerrero |  |

| 3 de abril, 19:00 | Ecuador                                                               | 44–58                | Argentina                                                       | Buenos Aires                                                               |  |
|                   | Parciales: 9–6, 10–19, 13–14, 12–19                                   |                      |                                                                 |                                                                            |  |
|                   | Estadísticas Maria Sarmiento 16 Marcia Astudillo 17 Angeles Sanchez 4 | Reporte Pts Reb Asts | Estadísticas 12 Malena Maggi 9 Julia Fernandez 3 Alma Bourgarel | Pabellón: Templo del Rock Árbitros: Carol Garcia Vivian Garcia Leinel Pino |  |

| 4 de abril, 17:30 | Paraguay                                                                   | 57–64                | Ecuador                                                               | Buenos Aires                                                               |  |
|                   | Parciales: 13–11, 9–20, 13–20, 22–13                                       |                      |                                                                       |                                                                            |  |
|                   | Estadísticas Antonella Luraghi 19 Antonella Luraghi 12 Antonella Luraghi 6 | Reporte Pts Reb Asts | Estadísticas 16 Maria Sarmiento 15 Marcia Astudillo 4 Angeles Sanchez | Pabellón: Templo del Rock Árbitros: Alline Garcia Carol Garcia Leinel Pino |  |

| 4 de abril, 20:30 | Argentina                                                           | 66–56                | Bolivia                                                          | Buenos Aires                                                                        |  |
|                   | Parciales: 14–13, 15–15, 20–12, 17–16                               |                      |                                                                  |                                                                                     |  |
|                   | Estadísticas Angelina Giacone 24 Angelina Giacone 11 Malena Maggi 4 | Reporte Pts Reb Asts | Estadísticas 16 Daniela Leaño 8 Fernanda Coppe 4 Florencia Araoz | Pabellón: Templo del Rock Árbitros: Enzo Fernandez Vivian Garcia Alejandra Guerrero |  |

| 5 de abril, 14:30 | Bolivia                                                          | 92–57                | Paraguay                                                              | Buenos Aires                                                               |  |
|                   | Parciales: 26–13, 21–11, 22–19, 23–14                            |                      |                                                                       |                                                                            |  |
|                   | Estadísticas Florencia Araoz 18 Fernanda Coppe 10 Camila Prado 5 | Reporte Pts Reb Asts | Estadísticas 12 Agostina Ochipinti 12 Constanza Lopez 3 Pamela Encina | Pabellón: Templo del Rock Árbitros: Carol Garcia Vivian Garcia Leinel Pino |  |

| 5 de abril, 17:30 | Brasil                                                        | 56–53                | Argentina                                                          | Buenos Aires                                                                       |  |
|                   | Parciales: 6–13, 13–11, 17–14, 20–15                          |                      |                                                                    |                                                                                    |  |
|                   | Estadísticas Ana Passos 14 Ana Passos 16 Stephany Gonçalves 6 | Reporte Pts Reb Asts | Estadísticas 15 Alma Bourgarel 6 Delfina Cergneux 2 Alma Bourgarel | Pabellón: Templo del Rock Árbitros: Aline Garcia Enzo Fernandez Alejandra Guerrero |  |

| 6 de abril, 17:30 | Paraguay                                                           | 39–70        | Brasil                                                                                  | Buenos Aires                                                                      |  |
|                   | Parciales: 2–24, 10–14, 10–16, 17–16                               |              |                                                                                         |                                                                                   |  |
|                   | Estadísticas Pamela Encina 7 Antonella Luraghi 7 Constanza Lopez 3 | Pts Reb Asts | Estadísticas 18 Arianny Francisco De Oliveira 14 Taissa Nascimento 9 Stephany Gonçalves | Pabellón: Templo del Rock Árbitros: Carol Garcia Vivian Garcia Alejandra Guerrero |  |

| 6 de abril, 20:30 | Ecuador                                                               | 54–40                | Bolivia                                                      | Buenos Aires                                                                |  |
|                   | Parciales: 14–11, 7–10, 18–13, 15–6                                   |                      |                                                              |                                                                             |  |
|                   | Estadísticas Maria Sarmiento 17 Marcia Astudillo 20 Angeles Sanchez 5 | Reporte Pts Reb Asts | Estadísticas 13 Mary Candia 11 Daniela Leaño 4 Julieta Tapia | Pabellón: Templo del Rock Árbitros: Aline Garcia Enzo Fernandez Leinel Pino |  |

| 7 de abril, 14:30 | Brasil                                                                         | 70–41                | Ecuador                                                             | Buenos Aires                                                                |  |
|                   | Parciales: 22–11, 11–6, 18–11, 19–13                                           |                      |                                                                     |                                                                             |  |
|                   | Estadísticas Taissa Nascimento 15 Giovanna Rocha da Silva 10 Marcella Prande 3 | Reporte Pts Reb Asts | Estadísticas 6 Maria Sarmiento 8 Marcia Astudillo 2 Aixa Benalcazar | Pabellón: Templo del Rock Árbitros: Carol Garcia Enzo Fernandez Leinel Pino |  |

| 7 de abril, 17:30 | Argentina                                                   | 66–48        | Paraguay                                                               | Buenos Aires                                                                      |  |
|                   | Parciales: 10–13, 10–11, 20–14, 26–10                       |              |                                                                        |                                                                                   |  |
|                   | Estadísticas Nerea Lagowski 15 Juana Amaya 10 Juana Amaya 3 | Pts Reb Asts | Estadísticas 11 Constanza Lopez 12 Antonella Luraghi 2 Constanza Lopez | Pabellón: Templo del Rock Árbitros: Aline Garcia Vivian Garcia Alejandra Guerrero |  |

### Grupo B
|   | Equipo    | Pts | J | G | P | PF  | PC  | Dif |
| - | --------- | --- | - | - | - | --- | --- | --- |
| 1 | Colombia  | 6   | 3 | 3 | 0 | 193 | 156 | +37 |
| 2 | Uruguay   | 5   | 3 | 2 | 1 | 173 | 153 | +20 |
| 3 | Chile     | 4   | 3 | 1 | 2 | 173 | 176 | -3  |
| 4 | Venezuela | 3   | 3 | 0 | 3 | 144 | 198 | -54 |

| 4 de abril, 11:30 | Venezuela                                                           | 53–73                | Chile                                                                | Buenos Aires                                                                     |  |
|                   | Parciales: 18–18, 12–19, 10–18, 13–18                               |                      |                                                                      |                                                                                  |  |
|                   | Estadísticas Fabiana Garcia 10 Eduglatriz Castro 8 Fabiana Garcia 4 | Reporte Pts Reb Asts | Estadísticas 21 Betsabe Pizarro 9 Martina Orellana 8 Betsabe Pizarro | Pabellón: Templo del Rock Árbitros: Micaela Prado Maria Sanabria Jassmany Choque |  |

| 4 de abril, 14:30 | Uruguay                                                  | 57–61                | Colombia                                                              | Buenos Aires                                                                     |  |
|                   | Parciales: 14–17, 8–13, 10–14, 21–9 (T.E.: 4–8)          |                      |                                                                       |                                                                                  |  |
|                   | Estadísticas Lucia Auza 21 Lucia Auza 12 Maite Pereira 7 | Reporte Pts Reb Asts | Estadísticas 20 Valeria Rodriguez 9 Juliana Gómez 4 Valeria Rodriguez | Pabellón: Templo del Rock Árbitros: Romina Morales Larisa Sales Yazmin Michilena |  |

| 5 de abril, 11:30 | Chile                                                                | 47–59        | Uruguay                                                           | Buenos Aires                                                                    |  |
|                   | Parciales: 12–15, 12–23, 14–12, 9–9                                  |              |                                                                   |                                                                                 |  |
|                   | Estadísticas Martina Orellana 15 Betsabe Pizarro 9 Betsabe Pizarro 4 | Pts Reb Asts | Estadísticas 16 Sofia Herrera 14 Paula Fernandez 3 Martina Mariño | Pabellón: Templo del Rock Árbitros: Micaela Prado Larissa Sales Jassmany Choque |  |

| 7 de abril, 11:30 | Colombia                                                                 | 68–46                | Venezuela                                                               | Buenos Aires                                                                     |  |
|                   | Parciales: 16–5, 18–16, 16–14, 18–11                                     |                      |                                                                         |                                                                                  |  |
|                   | Estadísticas Marta Moscarella 15 Marta Moscarella 10 Valeria Rodriguez 4 | Reporte Pts Reb Asts | Estadísticas 19 Eduglatriz Castro 12 Eduglatriz Castro 6 Fabiana Garcia | Pabellón: Templo del Rock Árbitros: Micaela Prado Larissa Sales Yasmin Michilena |  |

| 6 de abril, 11:30 | Uruguay                                                       | 57–45                | Venezuela                                                           | Buenos Aires                                                                      |  |
|                   | Parciales: 17–9, 12–7, 16–7, 12–22                            |                      |                                                                     |                                                                                   |  |
|                   | Estadísticas Sofia Herrera 19 Maite Pereira 8 Pierina Rossi 6 | Reporte Pts Reb Asts | Estadísticas 13 Romina Mudarra 8 Romina Mudarra 2 Floranghel Garcia | Pabellón: Templo del Rock Árbitros: Romina Morales Larissa Sales Yasmin Michilena |  |

| 6 de abril, 14:30 | Chile                                                          | 53–64                | Colombia                                                       | Buenos Aires                                                                     |  |
|                   | Parciales: 14–9, 12–21, 11–11, 16–23                           |                      |                                                                |                                                                                  |  |
|                   | Estadísticas Vania Vega 19 Betsabe Pizarro 6 Betsabe Pizarro 5 | Reporte Pts Reb Asts | Estadísticas 17 Silvia Suárez 12 Silvia Suarez 4 Leydi Montaño | Pabellón: Templo del Rock Árbitros: Micaela Prado Maria Sanabria Jassmany Choque |  |

## Fase final
Todos los horarios corresponden al huso horario local (UTC-3:00)

### 5º al 8º puesto
|  | 5º al 8º puesto | 5º al 8º puesto | 5º al 8º puesto |       |         | Quinto puesto | Quinto puesto | Quinto puesto |  |
|  |                 |                 |                 |       |         |               |               |               |  |
|  |                 |                 |                 |       |         |               |               |               |  |
|  | Ecuador         | Ecuador         | 69              |       |         |               |               |               |  |
|  | Ecuador         | Ecuador         | 69              |       |         |               |               |               |  |
|  | Venezuela       | Venezuela       | 37              |       |         |               |               |               |  |
|  | Venezuela       | Venezuela       | 37              |       | Ecuador | Ecuador       | 59            |               |  |
|  |                 |                 |                 |       | Ecuador | Ecuador       | 59            |               |  |
|  |                 |                 | Chile           | Chile | 28      |               |               |               |  |
|  | Chile           | Chile           | Chile           | Chile | 28      | 68            |               |               |  |
|  | Chile           | Chile           |                 |       |         | 68            |               |               |  |
|  | Bolivia         | Bolivia         | 60              |       |         | Séptimo lugar | Séptimo lugar | Séptimo lugar |  |
|  | Bolivia         | Bolivia         | 60              |       |         | Séptimo lugar | Séptimo lugar | Séptimo lugar |  |
|  |                 |                 |                 |       |         |               |               |               |  |
|  |                 |                 |                 |       |         | Venezuela     | Venezuela     | 57            |  |
|  |                 |                 |                 |       |         | Venezuela     | Venezuela     | 57            |  |
|  |                 |                 |                 |       |         | Bolivia       | Bolivia       | 68            |  |
|  |                 |                 |                 |       |         | Bolivia       | Bolivia       | 68            |  |
|  |                 |                 |                 |       |         |               |               |               |  |

#### Cruces
| 8 de abril, 11:30 | Ecuador                                                               | 69–37                | Venezuela                                                             | Buenos Aires                                                                  |  |
|                   | Parciales: 11–12, 17–8, 12–15, 29–2                                   |                      |                                                                       |                                                                               |  |
|                   | Estadísticas Aixa Benalcazar 16 Marcia Astudillo 15 Aixa Benalcazar 4 | Reporte Pts Reb Asts | Estadísticas 9 Eduglatriz Castro 12 Silvia Suárez 3 Floranghel Garcia | Pabellón: Templo del Rock Árbitros: Carol Garcia Maria Sanabria Vivian Garcia |  |

| 8 de abril, 14:30 | Chile                                                               | 68–60                | Bolivia                                                         | Buenos Aires                                                                   |  |
|                   | Parciales: 20–13, 16–18, 20–10, 12–19                               |                      |                                                                 |                                                                                |  |
|                   | Estadísticas Gabriela Ahumada 28 Sofia Paredes 10 Betsabe Pizarro 7 | Reporte Pts Reb Asts | Estadísticas 19 Camila Prado 9 Fernanda Coppe 3 Florencia Araoz | Pabellón: Templo del Rock Árbitros: Micaela Prado Yasmin Michilena Leinel Pino |  |

#### Séptimo Puesto
| 9 de abril, 11:30 | Venezuela                                                             | 57–68                | Bolivia                                                          | Buenos Aires                                                                    |  |
|                   | Parciales: 11–19, 18–11, 15–17, 13–21                                 |                      |                                                                  |                                                                                 |  |
|                   | Estadísticas Georgina Correia 15 Fabiana Garcia 9 Floranghel Garcia 6 | Reporte Pts Reb Asts | Estadísticas 18 Florencia Araoz 12 Karla Salas 5 Florencia Araoz | Pabellón: Templo del Rock Árbitros: Carol Garcia Vivian Garcia Yasmin Michilena |  |

#### Quinto Puesto
| 9 de abril, 14:30 | Ecuador                                                        | 59–28                | Chile                                                               | Buenos Aires                                                                      |  |
|                   | Parciales: 12–3, 7–11, 15–11, 25–3                             |                      |                                                                     |                                                                                   |  |
|                   | Estadísticas Nahomy Nazareno 10 Gia Zambrano 13 Gia Zambrano 6 | Reporte Pts Reb Asts | Estadísticas 11 Martina Orellana 8 Sofia Paredes 2 Gabriela Ahumada | Pabellón: Templo del Rock Árbitros: Romina Morales Alejandra Guerrero Leinel Pino |  |

### 1º al 4º puesto
|  | Semifinales | Semifinales | Semifinales |           |        | Primer puesto | Primer puesto | Primer puesto |  |
|  |             |             |             |           |        |               |               |               |  |
|  |             |             |             |           |        |               |               |               |  |
|  | Brasil      | Brasil      | 59          |           |        |               |               |               |  |
|  | Brasil      | Brasil      | 59          |           |        |               |               |               |  |
|  | Uruguay     | Uruguay     | 47          |           |        |               |               |               |  |
|  | Uruguay     | Uruguay     | 47          |           | Brasil | Brasil        | 49            |               |  |
|  |             |             |             |           | Brasil | Brasil        | 49            |               |  |
|  |             |             | Argentina   | Argentina | 46     |               |               |               |  |
|  | Argentina   | Argentina   | Argentina   | Argentina | 46     | 60            |               |               |  |
|  | Argentina   | Argentina   |             |           |        | 60            |               |               |  |
|  | Colombia    | Colombia    | 41          |           |        | Tercer puesto | Tercer puesto | Tercer puesto |  |
|  | Colombia    | Colombia    | 41          |           |        | Tercer puesto | Tercer puesto | Tercer puesto |  |
|  |             |             |             |           |        |               |               |               |  |
|  |             |             |             |           |        | Uruguay       | Uruguay       | 43            |  |
|  |             |             |             |           |        | Uruguay       | Uruguay       | 43            |  |
|  |             |             |             |           |        | Colombia      | Colombia      | 60            |  |
|  |             |             |             |           |        | Colombia      | Colombia      | 60            |  |
|  |             |             |             |           |        |               |               |               |  |

#### Semifinales
| 8 de abril, 17:30 | Brasil                                                                       | 59–47                | Uruguay                                                            | Buenos Aires                                                                          |  |
|                   | Parciales: 19–19, 14–4, 15–11, 11–13                                         |                      |                                                                    |                                                                                       |  |
|                   | Estadísticas Stephany Gonçalves 14 Giovanna Rocha 14 Ana Paula de Oliveira 6 | Reporte Pts Reb Asts | Estadísticas 12 Paula Fernandez 9 Paula Fernandez 3 Martina Mariño | Pabellón: Templo del Rock Árbitros: Jassmany Choque Romina Morales Alejandra Guerrero |  |

| 8 de abril, 20:30 | Argentina                                                               | 60–41                | Colombia                                                               | Buenos Aires                                                                  |  |
|                   | Parciales: 13–11, 22–14, 17–7, 8–9                                      |                      |                                                                        |                                                                               |  |
|                   | Estadísticas Angelina Giacone 17 Angelina Giacone 13 Dagmar Hentschel 4 | Reporte Pts Reb Asts | Estadísticas 11 Maria Jose Salguedo 6 Diana Camilo 2 Valeria Rodriguez | Pabellón: Templo del Rock Árbitros: Enzo Fernandez Aline Garcia Larissa Sales |  |

#### Tercer Lugar
| 9 de abril, 17:30 | Uruguay                                                           | 43–60                | Colombia                                                      | Buenos Aires                                                                   |  |
|                   | Parciales: 12–16, 15–7, 8–18, 8–19                                |                      |                                                               |                                                                                |  |
|                   | Estadísticas Pierina Rossi 18 Paula Fernandez 12 Martina Mariño 4 | Reporte Pts Reb Asts | Estadísticas 15 Juliana Gomez 8 Leidy Montaño 4 Silvia Suarez | Pabellón: Templo del Rock Árbitros: Micaela Prado Larissa Sales Maria Sanabria |  |

#### Final
| 9 de abril, 20:30 | Brasil                                                                      | 49–46                | Argentina                                                       | Buenos Aires                                                                    |  |
|                   | Parciales: 11–7, 8–12, 15–9, 15–18                                          |                      |                                                                 |                                                                                 |  |
|                   | Estadísticas Taissa Nascimento 20 Giovanna Rocha 18 Ana Paula de Oliveira 6 | Reporte Pts Reb Asts | Estadísticas 13 Alma Bourgarel 10 Julia Fernandez 2 Juana Amaya | Pabellón: Templo del Rock Árbitros: Aline Garcia Enzo Fernandez Jassmany Choque |  |

## Posiciones finales
| Rank              | Equipo    | Récord |
| ----------------- | --------- | ------ |
| Medalla de oro    | Brasil    | 6-0    |
| Medalla de plata  | Argentina | 4-2    |
| Medalla de bronce | Colombia  | 4-1    |
| 4                 | Uruguay   | 2-3    |
| 5                 | Ecuador   | 4-2    |
| 6                 | Chile     | 2-3    |
| 7                 | Bolivia   | 2-4    |
| 8                 | Venezuela | 0-5    |
| 9                 | Paraguay  | 0-4    |

Fuente: FIBA Américas
|  | Clasificados al Campeonato FIBA Américas Femenino Sub-18 de 2022. |